# Rorà
Rorà est une commune de la ville métropolitaine de Turin, dans le Piémont, en Italie. Elle se situe à environ 50 km au sud-ouest de Turin.

## Administration
| Période                                  | Période  | Identité                  | Étiquette    | Qualité |
| ---------------------------------------- | -------- | ------------------------- | ------------ | ------- |
| 14 juin 2004                             | En cours | Adolfo Bartolomeo Rivoira | Lista Civica |         |
| Les données manquantes sont à compléter. |          |                           |              |         |

### Hameaux
Ruà.

### Communes limitrophes
Villar Pellice, Torre Pellice, Luserna San Giovanni, Bagnolo Piemonte.

### Évolution démographique
Habitants recensés